# Elizabeth Morales
Elizabeth Morales (ur. 2 listopada 1969 w Barquisimeto w Wenezueli) – wenezuelska aktorka filmowa i telewizyjna. Występowała głównie w telenowelach.

## Filmografia wybrana[2]
- 2001: Krok do szaleństwa (Mas que amor... frenesi) – Socorro
- 1999: Cała Ty (Toda mujer) - Joyce Sandoval
- 1996: Grzechy miłości (Pecado de amor)
- 1996: Siła przebaczenia (El Perdón de los pecados)
- 1995: Słodka zemsta (Dulce enemiga) - Coco Palacios
- 1994:	Niebezpieczna (Peligrosa) - Jessica Larez